# مايك برودي (منافس ألعاب قوى)
مايك برودي (بالإنجليزية: Mike Brodie)‏ هو منافس ألعاب قوى أمريكي، ولد في 17 يونيو 1941.

## وصلات خارجية
- مايك برودي على موقع أوليمبيديا (الإنجليزية)